# Valle Agricola
Valle Agricola är en ort och kommun i provinsen Caserta i regionen Kampanien i Italien. Kommunen hade 853 invånare (2017).